# Rodersdorf (Weischlitz)
Rodersdorf è una frazione del comune tedesco di Weischlitz.